# دستور الهند
دستور الهند (بالهندية: भारतीय संविधान) هو أسمى وأعلى قانون في البلاد. وقد أعلن أول دستور للهند المستقلة عام 1949، وهو القانون الأعلى لجمهورية الهند الاتحادية الديمقراطية بعد استقلال الهند من الحكم البريطاني. وقد اعتمدته الجمعية التأسيسية في 26 نوفمبر 1949، ودخل حيّز التنفيد في 26 يناير 1950. يعرف الدستور الهند باعتبارها دولة ذات سيادة، وأنها جمهورية اشتراكية وعلمانية وديموقراطية.
يعتبر دستور الهند أطول دستور مكتوب لدولة مستقلة ذات سيادة في العالم حيث يتألف من ديباجة و 22 جزءا يحتوي على 395 مادة، و 12 جدولا وشمل 94 تعديلا إلى اليوم. ويضع الدستور المبادئ السياسية الأساسية في الهند التي تحدد نظام السلطات التشريعية والتنفيذية والقضائية وصلاحياتها وواجباتها، وتفاصيل تقاسم السلطة بين الاتحاد (الحكومة المركزية) والولايات (الحكومات الإقليمية)، وتحدد الحقوق والواجبات لمواطني الدولة الهندية. وللحكومة الاتحادية الهندية برلمان ذو مجلسين: مجلس الولايات «راجيا سابها» (الغرفة العليا للبرلمان)، ومجلس نواب الشعب، «لوك سابها»، (الغرفة السفلى في البرلمان).

## الملكية الفكرية في الدستور الهندي
يتضمن الدستور قوانينا بخصوص الملكية الفكرية من خلال مجموعة من القوانين المتعلقة بالبراءات والرسوم والنماذج وحقوق المؤلف والعلامات التجارية والرمزية وعلامات السلع (الجزء الحادي عشر، الفصل الأول، المادة 246، كما ورد تفسيرها في الجدول السابع، القائمة الأولى- قائمة الاتحاد، القسم 49).
وفي هذا الإطار يخول للبرلمان بصريح العبارة سلطة سن القوانين المتعلقة بالبراءات والرسوم والنماذج وحقوق النشر والتأليف وحق المؤلف والحقوق المعادلة مثل البث ووسائل الاتصال، وحقوق التعبير أمام الجمهور مثل (المسارح والأداء الدرامي ودور السينما والإنتاج السينمائي)، التي يعترف بها الجدول السابع، القائمة الثانية (33).

## الترجمة إلى اللغة العربية
قامت المؤسسة الدولية للديمقراطية والانتخابات بترجمة الدستور الهندي إلى العربية (وهي ترجمة غير رسمية). وتم نشر نسخة بي.دي.إف للدستور الهندي المترجم إلى العربية على موقع السفارة الهندية بالقاهرة.

## الهيكلة
ويعد دستور الهند أطول دستور من بين دساتير الدول المستقلة ذات السيادة. فقد كان يتألف في وقت تفعيله من 395 مادة مقسمة على 22 جزءًا بالإضافة إلى 8 لوائح. ومن حيث عدد الكلمات، فهو يحتوي على 145,000 كلمة، مما يجعله ثاني أطول دستور فعال في العالم بعد دستور ولاية ألاباما.
ويتألف هذا الدستور حاليًا من ديباجة و448 مادة، وهي مقسمة على 25 جزءًا، بالإضافة إلى 12 لائحة، و5 ملاحق، وقد خضع إلى 103 تعديل حتى الآن، حيث وُضع آخر تعديل في قيد التنفيذ في 14 يناير 2019.

## الأقسام
وتتجزأ مواد الدستور على الأقسام التالية:
- الديباجة، وقد أضيفت إليها كلمة «اشتراكية»، و«علمانية»، و«نزاهة» عام 1976 من خلال التعديل رقم 42.
- الجزء I – ولايات الهند وأراضيها[13]
- الجزء II – المواطنة
- الجزء III – الحقوق الرئيسية
- الجزء IV – المبادئ التوجيهية لسياسات الدولة
- الجزء IVA – الواجبات الرئيسية[14][15]
- الجزء V – الاتحاد
- الجزء VI – الولايات
- الجزء VII – الولايات المذكورة في الجزء B من اللائحة الأولى (تم إلغاؤه)
- الجزء VIII – الأراضي التابعة للاتحاد
- الجزء IX – المجالس المدنية في الهند (Panchayats)
- الجزء IXA – البلديات
- الجزء IXB – المجتمعات التعاونية
- الجزء X – المناطق المجدولة والمناطق القبلية
- الجزء XI – علاقة الاتحاد بالولايات
- الجزء XII – التعاملات المالية، والممتلكات، والعقود، والدعاوي القضائية
- الجزء XIII – المقايضة والتجارة بداخل الهند
- الجزء XIV – تنظيم الخدمات تحت حكم الاتحاد والولايات
- الجزء XIVA – المحاكم
- الجزء XV – الانتخابات
- الجزء XVI – البنود الاستثنائية للفئات الخاصة
- الجزء XVII – اللغات
- الجزء XVIII – بنود الطوارئ
- الجزء XIX – قضايا منوعة
- الجزء XX – تعديل الدستور
- الجزء XXI – البنود المؤقتة والانتقالية والاستثنائية
- الجزء XXII – عنوان الدستور، تاريخ التنفيذ، النصوص التنفيذية باللغة الهندية، الطعون

### اللوائح
اللوائح في الدستور الهندي هي عبارة عن جداول لتصنيف وجدولة الأنشطة الروتينية وسياسات الحكومة.
- اللائحة الأولى (المادة 1 و4) – تتضمن قائمة بولايات الهند وأراضيها، والتغيرات التي قد تطرأ على حدودها والقوانين التي تنظم تلك التغييرات.
- اللائحة الثانية (المواد 59(3)، 65(3)، 75(6)، 97، 125، 148(3)، 158(3)، 164(5)، 168، 221) – تتضمن قائمة بأجور العاملين في الدولة، والقضاة، والمراقب والمدقق العام (CAG).
- اللائحة الثالثة (المواد 75(4)، 99، 124(6)، 148(2)، 164(3)، 188، 219) – نُسُق حلف الأيمان – قائمة بنصوص حلف الأيمان لموظفي الدولة المنتخبين والقضاة.
- اللائحة الرابعة (المواد 4(1)، و80(2)) – نصيب الولايات وأراضي الاتحاد من مقاعد مجلس الشيوخ.
- اللائحة الخامسة (المادة 244(1)) – إدارة وحكم المناطق المجدولة والقبائل المجدولة (وهي المناطق والقبائل التي تستلزم حماية خاصة).
- اللائحة السادسة (المادة 244(2)، 275(1)) – البنود الخاصة بالمناطق القبلية.
- اللائحة السابعة (المادة 246) – الحكومة المركزية، الولايات، وقوائم المسؤليات التزامنية.
- اللائحة الثامنة (المواد 344(1)، 351) – اللغات الرسمية.
- اللائحة التاسعة (المادة 31-B) – التصديق على تشريعات وتنظيمات معينة.
- اللائحة العاشرة (المواد 102(2)، 191(2)) – بنود مكافحة الغدر السياسي بالنسبة لأعضاء البرلمان ومشرعي الولايات.
- اللائحة الحادية عشر (المادة 243-G) – المجالس المدنية (الحكومة المحلية الريفية)
- اللائحة الثانية عشر (المادة 243-W) – البلديات (الحكومة المحلية الحضرية)

## الدستور والحكومة
تستمد فروع الحكومة التنفيذية والتشريعية والقضائية سلطتها من الدستور، وهي مقيدة به. وعلى أساس الدستور تلتزم الهند بنظام حكم برلماني، وفيه تتألف الحكومة من سلطة تنفيذية في موضع مراقبة ومساءلة من قبل السلطة التشريعية. ورئيس الهند هو زعيم السلطة التنفيذية طبقًا للمادتين 52 و 53؛ ومن واجبه أن يحافظ على الدستور والقانون، وأن يحميه، وأن يدافع عنه حسب المادة 60. والمادة 74 تنص على أن رئيس الوزراء هو زعيم مجلس الوزراء، والذي يساعد ويرشد الرئيس في تأدية مهامه الدستورية. ومجلس الوزراء تحت مراقبة المجلس الأدنى وهو عرضة لمسائلته حسب المادة 75(3).
ويمكن وصف دستور الهند بأنه فيدرالي في سجيته، ومركزيًا في روحه. فهو يتسم ببعض المظاهر الفيدرالية (وهو نظام حكم يتكون من ثلاثة هياكل حكومية: الحكومة المركزية، والولايات، والحكومات المحلية؛ ويلتزم بقواعد توزيع السلطة، وتثنية مجلس البرلمان، واستقلال النظام القضائي)، وكذلك بعض مظاهر الحكومة المركزية مثل الدستور الموحد، والجنسية الموحدة، وسلطة قضائية متكاملة، ودستور مرن، وحكومة مركزية قوية، وتعيين حكام الولايات بواسطة الحكومة المركزية، والخدمات المتكاملة، وبنود الطوارئ. وتلك التشكيلة الفريدة تضفي عليه طابعًا شبه فيدرالي.
وكل ولاية وكل منطقة تابعة للاتحاد لها حكومتها الخاصة. وبالتوازي مع الرئيس ورئيس الوزراء، فلدى كل ولاية محافظ ومحافظ نائب ووزير. والمادة 356 تسمح للرئيس باستبعاد حاكم الولاية وفرض سلطته المباشرة إذا تطلب الأمر، وذلك في حالة أن الولاية لا تؤدي مهامها وفق الدستور. وتلك السلطة، والتي تعرف بولاية الرئيس، قد تم إساءة استخدامها من قبل الحكومة المركزية عن طريق إقصاء الحكومات المحلية على أسس واهنة لأغراض سياسية. ولكن بعد صدور الحكم في قضية S. R. Bommai ضد اتحاد الهند، فقد صار هذا الإجراء يتطلب أسبابًا مقنعة، حيث أكدت المحاكم على حقها في مراجعة القضايا، مما يعرقل محاولات الحكومة المركزية لإساءة استخدام هذا القانون.
وقد أضاف التشريع الذي يتضمن التعديلان 73 و 74 البنود الخاصة بنظام المجالس المدنية في المناطق الريفية، والبلديات في المناطق الحضرية. وتمنح المادة 370 مكانة استثنائية لولاية جامو وكشمير.

## وصلات خارجية
- الترجمة العربية للدستور الهندي (دستور عام 1949 مع التعديلات لغاية عام 2012) على موقع المؤسسة الدولية للديمقراطية والانتخابات
- دستور الهند 1949 (المعدل 2016) على موقع Constitute
- كتاب دساتير العالم (ج2): دستور الهند على موقع المركز القومي للترجمة